# Cofradía de la Misericordia (Vivero)
La Cofradía de la Misericordia es una de las ocho cofradías que existen, en la Semana Santa de Vivero. Tiene su sede canónica en la Capilla de Ntra. Sra. de la Misericordia de Viveiro, dentro de la jurisdicción parroquial de Santiago-San Francisco de Viveiro, situada del otro lado del Puente Mayor que cruza la Ría de Viveiro, y lugar de peregrinación diaria de muchísimos devotos que visitan con devoción al Santísimo Ecce-Homo.
Fue fundada en el año 2006 por un grupo de estudiantes universitarios, salió por primera vez en procesión el 7 de abril del  2007, Viernes Santo, participando en la Procesión de la Pasión.

## Historia

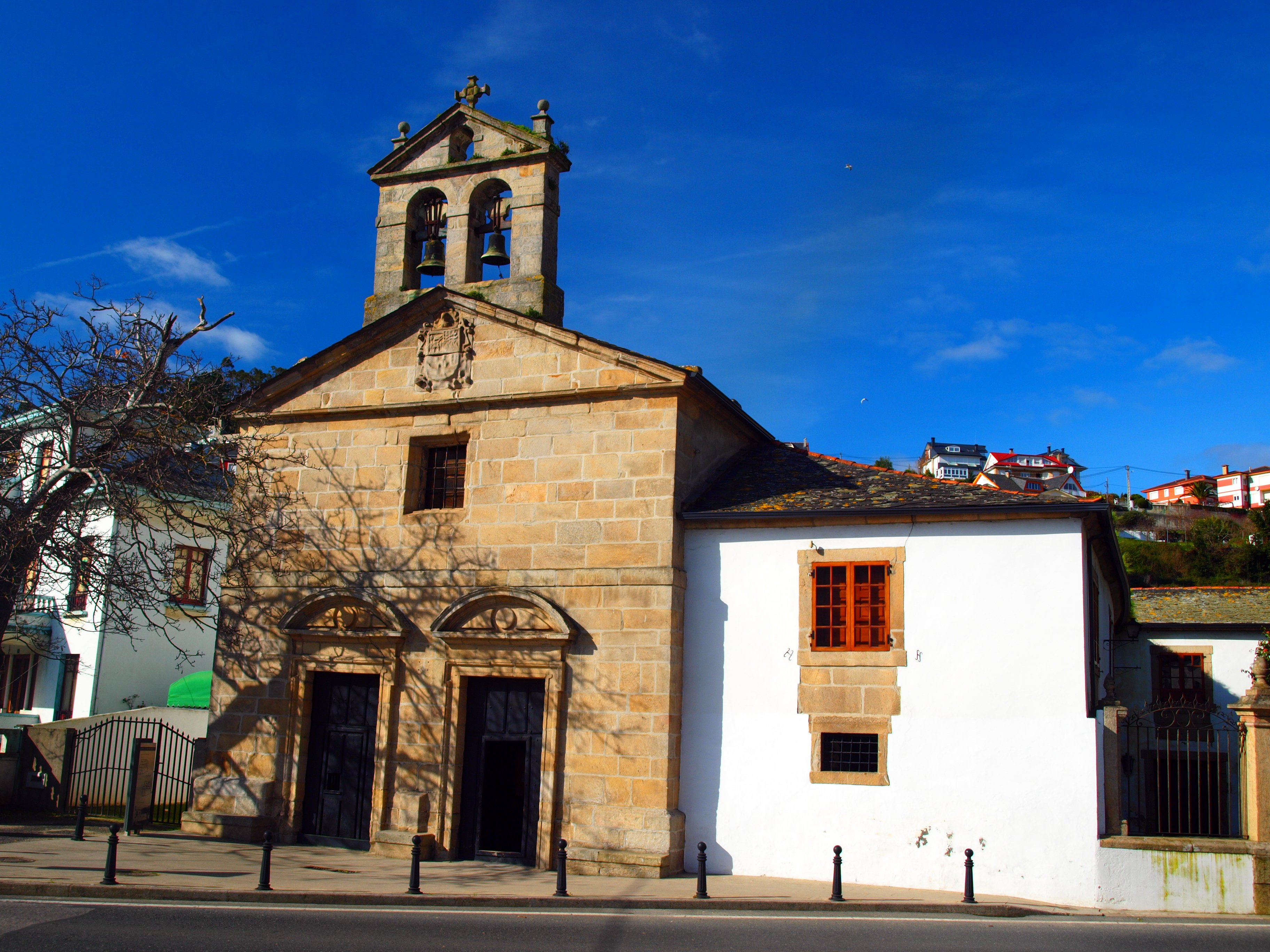
Capilla de la Misericordia, sede canónica de la Cofradía.

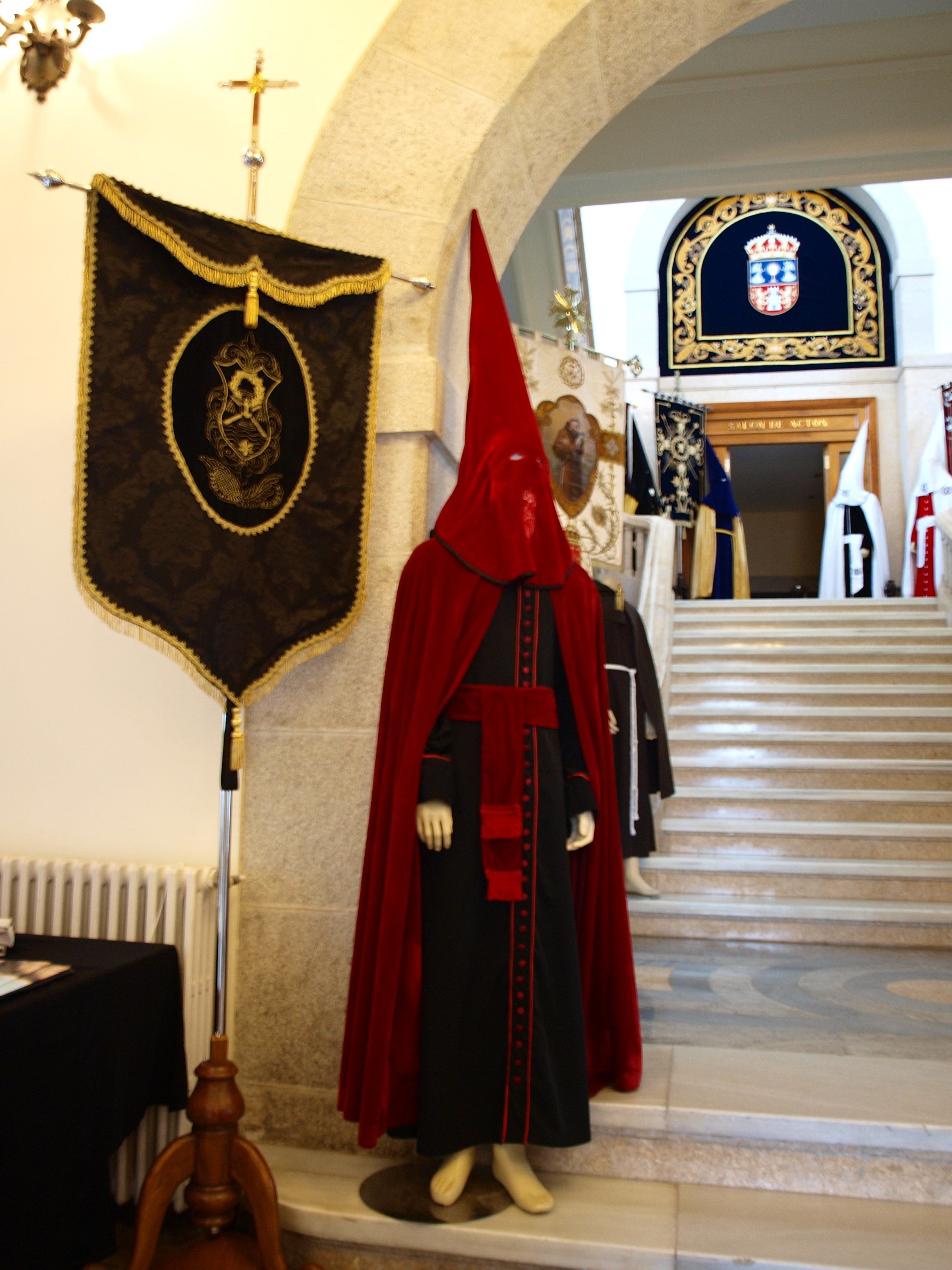
Vestimenta y estandarte de la Cofradía de la Misericordia.

En el año 2006, a un grupo de estudiantes universitarios les surge la idea de recuperar el uso procesional de la devotísima imagen vivariense del Santísimo Ecce-Homo de la Misericordia de Viveiro; para ello, se llevan a cabo varias reuniones con el entonces Cura-Párroco de Santiago-San Francisco de Viveiro, el Rvdo. Sr. D. José Bello Lagüela, que ve con muy buenos ojos la propuesta y, con el paso de los meses van dándole forma al proyecto, que culmina con la fundación de lo que hoy es la Cofradía de la Misericordia un 22 de abril de 2006, víspera del Domingo de la Misericordia, en un piso del ensanche de Santiago de Compostela. Debido a la gran devoción que se le profesa al Santísimo Ecce-Homo, pronto encontraron apoyo de mucha gente que se sumó al proyecto una vez hecho público, especialmente en la gente vinculada al mundo del mar y de los marineros del Puerto de Cillero.
Aunque la primera pretensión de los fundadores era realizar una nueva procesión, eligiendo para ella la noche del Viernes de Dolores, finalmente se incorporan a la Procesión de la Pasión que organiza la Cofradía del Stmo. Cristo de la Piedad junto con sus filiales (las hermandades del Prendimiento, de las Siete Palabras y de las Santa Cruz) en la noche del Viernes Santo del 2007, participando en esta hasta la Semana Santa del 2010. Ese mismo año, tras recibir la donación de la Sagrada Imagen de la Virgen de la Clemencia por el sacerdote ribadense Rvdo. Sr. D. Manuel Ares Fernández, se realiza, en la madrugada del Jueves al Viernes Santo, una multitudinaria procesión popular de traslado de ésta desde el Convento de las MM. Concepcionistas, donde estuvo custodiada hasta ese momento, hasta la Capilla de la Misericordia, donde quedaría al culto público; este fue el antecedente para que, al siguiente año, se dejase de participar en la Procesión de la Pasión, para realizar su propia procesión, la Procesión de la Misericordia en la madrugada del Jueves al Viernes Santo, con las imágenes del Santísimo Ecce-Homo de la Misericordia y Ntra. Sra. de la Clemencia.

## Procesiones
Durante la Semana Santa, la Cofradía de la Misericordia, colabora en las siguientes procesiones:
- Procesión de la Misericordia (Madrugada del Jueves al Viernes Santo)

### Cofradías de la Semana Santa Vivariense similares
- Venerable Orden Tercera Franciscana.
- Ilustre y Venerable Cofradía del Santísimo Rosario.
- Cofradía del Santísimo Cristo de la Piedad.
- Hermandad del Prendimiento.
- Hermandad de las Siete Palabras.
- Hermandad de la Santa Cruz.
- Cofradía de O Nazareno dos de Fóra.
- Cofradía de la Misericordia.